# La Sierpe (Cuba)
La Sierpe é uma cidade de Cuba pertencente à província de Sancti Spíritus.